# Манастир Плеш
Манастир Плеш је богомоља Српске православне цркве код Александровца. Манастир припада епархији крушевачкој.
Обнављање манастира се смешта у почетак XV века, а предање га приписује лози Немањића. По предању, велика поплава оближње Расине 1901. је оштетила конак и цркву, па манастир остаје без монаштва. Године 1939. мештани села Плеш су, на темељима старе цркве, подигли мању цркву. Садашња црква и конак изграђени су између 1996. и 2003. Од тада је манастир поново активан. Манастирска слава су Свети Врачи (14. јул). Манастир се налази у пределу над којим доминира град Козник, средњовековно утврђење у народу још познато као Јеринин град, тешко приступачно јер се налази на 922 метра надморске висине. Предање за овај град, који доминира и контролише широк простор и везу између Жупе и Ибарске долине, везује име Радича Поступовича. Цела област око града се назива Расина, због чега се Козник повезује са Радичем Поступовићем коме је овде деспот Стефан 1405. године издао две повеље. У народној епској поезији Поступовић је називан и Раде Облачић или пак Рајко од Расине. Све то чини могућим да се и подизање манастира у Плешу повеже с тим временом и великашем. Манастир је у горњем току Расине, поред села Плеш. До њега се долази од правца Врњачке Бање, Александровца, Крушевца или Бруса, путем који иде преко Јошаничке бање за долину Ибра.